# Lebradea calamagrostidis
Lebradea calamagrostidis är en insektsart som beskrevs av Adolf Remane 1959. Lebradea calamagrostidis ingår i släktet Lebradea och familjen dvärgstritar. Inga underarter finns listade i Catalogue of Life.